# Ceratonereis hyalognatha
Ceratonereis hyalognatha är en ringmaskart som först beskrevs av Ehlers 1920.  Ceratonereis hyalognatha ingår i släktet Ceratonereis och familjen Nereididae. Inga underarter finns listade i Catalogue of Life.